# Ouragan Katia (2011)
Pour les articles homonymes, voir Cyclone tropical Katia.
L’Ouragan Katia est le douzième système tropical nord-atlantique, onzième cyclone et second ouragan de la saison cyclonique 2011 dans l'océan Atlantique nord. Il s'est formé à partir d'une onde tropicale au sud des îles du Cap-Vert, au large de l'Afrique de l'Ouest, le 29 août. Cet ouragan capverdien devient temporairement de catégorie 1, durant le 30 août, avant de retomber au niveau de tempête tropicale le 1er septembre. Il retourne, le jour d'après, en ouragan de catégorie 1 et redevient tempête tropicale durant le 3 septembre. Au matin du 4 septembre, l'ouragan se renforce rapidement pour atteindre la catégorie 2. Le 5 septembre, l'ouragan se renforce en catégorie 3 et monte en puissance, le 6 septembre, atteignant la catégorie 4 à 750 km des Bermudes, et devient quatre jours plus tard il est cyclone post tropical.

## Évolution météorologique
Le 27 août 2011, une grande zone de violents orages associée à une onde tropicale s'est formée depuis la côte Est de l'Afrique pour continuer sa trajectoire dans l'océan Pacifique. Alors qu'elle se déplace dans une zone favorable pour se développer en cyclogénèse tropicale, les météorologues du National Hurricane Center (NHC) s'attendent à un développement par étape de l'onde durant les prochains jours. Le lendemain après-midi, une dépression atmosphérique se développe dans l'onde à approximativement 640 km au sud de l'île de Cap-Vert. 
Le 6 septembre, Katia se renforce tôt dans le matin en ouragan de catégorie 4 avec des vents à 220 km/h, cependant elle s'affaiblit par la suite en ouragan de catégorie 3 avec des vents de 200 km/h. Durant le 8 septembre, Katia se renforce légèrement, avec des vents atteignant 150 km/h, et une pression de 970 hPa. L'ouragan s'affaiblit faiblement par la suite mais retient son intensité durant la soirée alors que la formation de l'œil est observé par image satellite. Du fait de sa trajectoire déviée au nord, les cisaillements diminuent, et ces diminutions sont responsables de l'intensité maintenue par Katia. Katia devient un fort cyclone post-tropical au matin du 10 septembre.

## Préparations et impact
Durant son escale dans les Petites Antilles, Katia a causé de très grandes houles ayant frappé les îles. À la suite de cela, une alerte jaune a été diffusée en Guadeloupe pour prévenir les habitants. Un pêcheur de 37 ans a été emporté par la mer.
Bien qu'elle fût loin, les courants d'arrachement de Katia ont causé la mort d'un nageur dans le comté de Volusia (Floride). Alors que l'ouragan s'approche de la côte Est des États-Unis, la NHC diffuse des alertes aux courants d'arrachement.

### Europe
L'ouragan Katia, devenu cyclone post-tropical, s'est rapidement déplacé dans l'océan Atlantique et devait frapper les îles Britanniques durant le 11 septembre avec des très violentes rafales de vent. Le 9 septembre, le Met Office et le Met Éireann  diffusent des alertes et des vigilances,. Ceux-ci ont diffusé leurs alertes durant les 11 et 12 septembre concernant des vents assez violents pour déraciner des arbres, créer de très grands problèmes de transports et des dégâts considérables aux foyers, avec de possibles inondations dans les parties ouest du Royaume-Uni,.
Par anticipation, la compagnie maritime Irish Ferries a annulé un bon nombre de ses transports entre Dublin et Holyhead.